# Permalink
Ein Permalink (von permanent und hyperlink, auch Permanentlink) im World Wide Web ist ein dauerhafter Identifikator in Form einer URL. Bei der Einrichtung eines Permalinks wird angestrebt, die einmal über ihn referenzierten Inhalte dauerhaft und primär über diese URL verfügbar zu machen. Beim Einsatz in Bibliothekskatalogen wird der Permalink meistens Zitierlink genannt.
Im Gegensatz zu Permalinks kann der Inhalt hinter einer normalen URL variieren, oder die URL selbst kann vom Webmaster verändert werden, so dass darüber abrufbare Inhalte nicht mehr oder nur unter einer anderen Adresse verfügbar sind. Verweise auf diese URL werden dann zu toten Links oder zeigen auf andere Inhalte.

## Beispiel

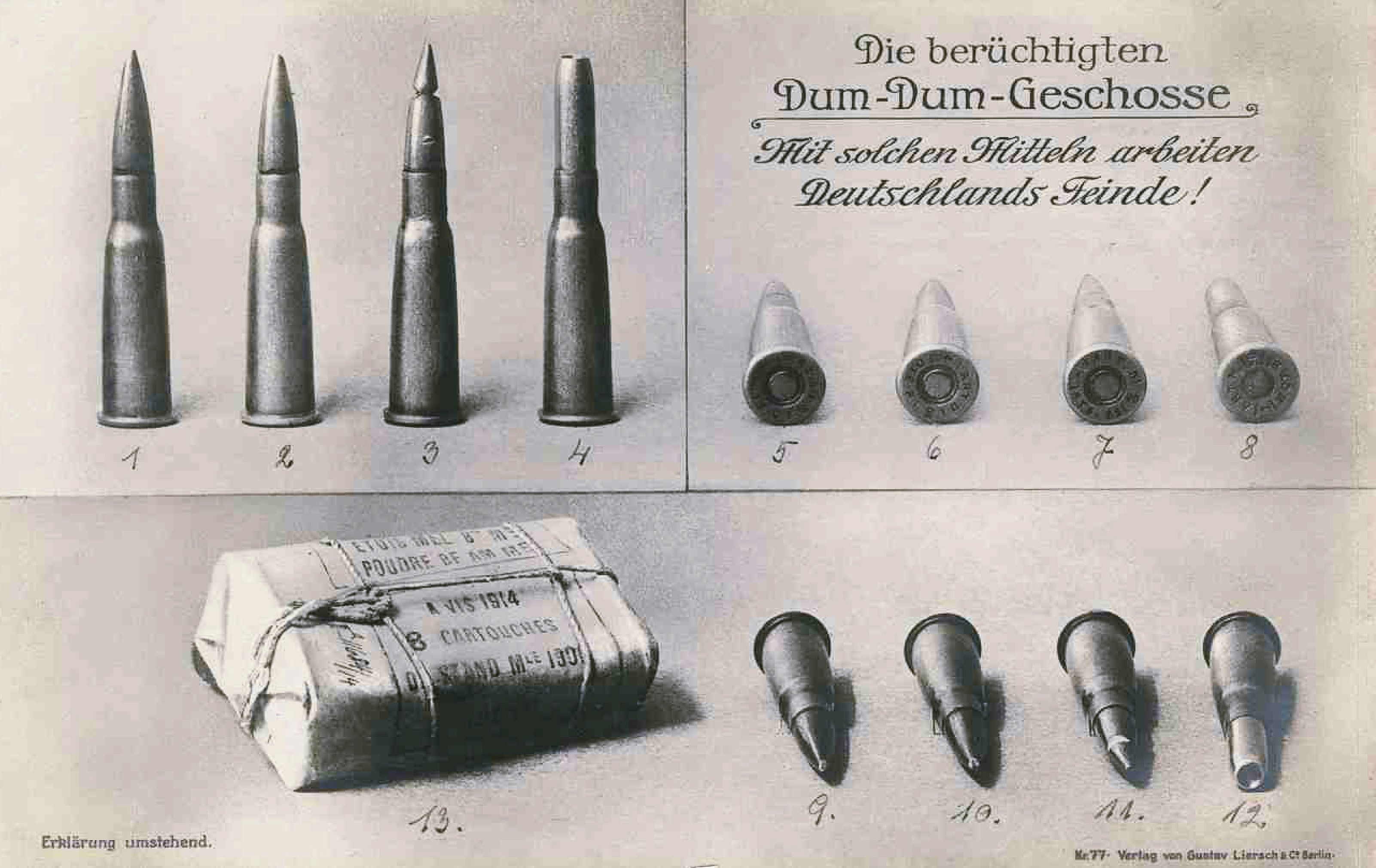
Diese Feldpostkarte von ca. 1916 stammt aus dem Landesarchiv Baden-Württemberg und hat dort → diesen Permalink.

Wenn unter einer URL wie http://www.example.com/aktuelles die jeweils aktuellen Nachrichten und damit je nach Abrufdatum unterschiedliche Inhalte stehen, ist diese URL kein Permalink. Werden dagegen nur die Nachrichten eines einzelnen Tages unter jeweils einer eigenen URL zusammengefasst (wie zum Beispiel http://www.example.com/aktuelles/20091206) und dauerhaft verfügbar gemacht, handelt es sich um einen Permalink.

### Permalinks auf MediaWiki-Seiten
Auf Seiten, die durch die MediaWiki-Software erzeugt werden (wie zum Beispiel Wikipedia), ist ein Permalink meist dafür gedacht, direkt auf eine bestimmte Artikelversion verweisen zu können, die statisch bleibt und sich somit als Quellenangabe eignet. Ein solcher Permalink wird erzeugt, indem man in der linken Spalte unter Werkzeuge auf Permanenter Link klickt, der dann als URL in der Leiste des Webbrowsers erscheint.

### Permalinks in Weblogs
Permalinks werden in Blogsystemen genutzt, um Verweise auf andere Einträge in Weblogs zu verlinken. Moderne Weblogsysteme und Blogdienstleister erzeugen Permalinks automatisch. Auch Content-Management-Systeme generieren Permalinks für erstellte Inhalte. Oft werden auch sprechende Namen für Permalinks erzeugt, die in der Adresse den Titel des Artikels beinhalten. Ein anderes gebräuchliches Format nutzt einen Zeitstempel mit Angabe der Zeit, zu der der Artikel ins Internet gestellt worden ist, um einen eindeutigen Permalink zu erzeugen. Zum Teil werden auch einfach laufende Nummern vergeben.
Permalinks werden auch in RSS- oder Atom-Web-Feeds genutzt, um auf den Originaleintrag im Weblog zu verweisen.

### Permalinks in Bibliothekskatalogen
Permalinks werden für Titeldaten in Bibliothekskatalogen eingesetzt, um einen Verweis auf den Eintrag zu ermöglichen. Sie werden meistens als Zitierlinks bezeichnet. Ziel ist weniger, den jeweiligen Status quo des Eintrages zu referenzieren, da der Eintrag sich in der Regel nicht ändert; vielmehr soll der Aufwand für eine erneute Datenbankrecherche wegfallen.

## Herkunft
Die Bezeichnung „Permalink“ ist ein Kofferwort aus „permanent“ und „hyperlink“. Im World Wide Web wurden Permalinks unter diesem Namen vor allem durch den Einsatz für die Verlinkung von einzelnen Beiträgen in Weblogs populär; das Prinzip, eine Ressource eindeutig und dauerhaft über eine URL zu referenzieren, ist jedoch bereits in den Grundlagen des WWW angelegt.

## Prinzip
Permalinks sollen sicherstellen, dass die referenzierten Objekte zum einen immer über einen einheitlichen URL anstatt in verschiedener Form verlinkt werden und zum anderen, dass die Adressen dauerhaft in dieser Form erhalten bleiben. Im Gegensatz zu ausgereifteren Systemen wie beispielsweise PURL oder DOI, die vergleichbare Ziele verfolgen, gibt es für Permalinks keine einheitlichen Richtlinien und Maßnahmen zur Sicherstellung der Eindeutigkeit und Persistenz. Da Permalinks einfach und unkontrolliert vergeben werden können, haben sie sich allerdings als pragmatische Lösung in vielen Bereichen durchgesetzt.

## Umsetzung

### Kennzeichnung
Werden die Inhalte einer Webseite über verschiedene URLs angeboten, wird oft mit Beschreibungen wie „Permalink“ oder „zitierfähiger Link“ auf den kanonischen Permalink zum Verlinken und Zitieren hingewiesen. Vermutlich auf den türkisch-amerikanischen Informatiker Tantek Çelik geht die Praxis zurück, Permalinks in Blogs mit dem Link-Typ Bookmark der Hypertext Markup Language zu kennzeichnen, der in Version 4.0 des Standards eingeführt wurde:
```
<
a
 
href
=
"http://www.example.com/permalink/123"
 
title
=
"Permalink"
 
rel
=
"bookmark"
>
Permalink
</
a
>

```